# فريتز ماير
فريتز ماير هو مستشرق سويسري، ولد في 10 يونيو 1912 في بازل في سويسرا، وتوفي في 10 يونيو 1998 في Dornach ‏ في سويسرا.